# Torneig d'escacs de Mar del Plata
El Torneig d'escacs de Mar del Plata és un torneig d'escacs que se celebra anualment a la ciutat de Mar del Plata des de 1946. El 2024 va arribar a la seva 53a edició.
Mar del Plata té una rica història de torneigs d'escacs, incloent els seus torneigs d'escacs international i el torneig obert. El torneig international va començar el 1928, però només el període des del 1941 fins al 1970 no va ser realment un torneig internacional amb reputació considerable. Després del 1970, només es varen jugar set torneigs internacionals més. Les edicions del 1951, 1954, 1969 i 2001 varen ser torneigs interzonal.
També hi va haver un torneig zonal femení a Mar del Plata, jugat el 1969 i guanyat per la brasilera Ruth Volgl Cardoso, mentre Silvia Kot de l'Argentina va quedar segona.
El 1967 es va organitzar la primera edició del torneig obert. A partir del 1969 va esdevenir anual.
La variant Mar del Plata de la defensa índia de rei (1. d4 Cf6 2. c4 g6 3. Cc3 Ag7 4. e4 d6 5. Cf3 0–0 6. Ae2 e5 7. 0–0 Cc6 8. d5 Ce7) va sorgir després de la partida jugada el 1953 en el 16è torneig internacional entre Miguel Najdorf i Svetozar Gligorić.

## Torneig International d'escacs Mar del Plata
| #  | any  | guanyador                          |
| -- | ---- | ---------------------------------- |
| 1  | 1928 | Roberto Grau                       |
| 2  | 1934 | Aaron Schwartzman                  |
| 3  | 1936 | Isaias Pleci                       |
| 4  | 1941 | Gideon Ståhlberg                   |
| 5  | 1942 | Miguel Najdorf                     |
| 6  | 1943 | Miguel Najdorf                     |
| 7  | 1944 | Herman Pilnik Miguel Najdorf       |
| 8  | 1945 | Miguel Najdorf                     |
| 9  | 1946 | Miguel Najdorf                     |
| 10 | 1947 | Miguel Najdorf                     |
| 11 | 1948 | Erich Eliskases                    |
| 12 | 1949 | Hector Rossetto                    |
| 13 | 1950 | Svetozar Gligorić                  |
| 14 | 1951 | Julio Bolbochán Erich Eliskases    |
| 15 | 1952 | Hector Rossetto Julio Bolbochán    |
| 16 | 1953 | Svetozar Gligorić                  |
| 17 | 1954 | Oscar Panno                        |
| 18 | 1955 | Borislav Ivkov                     |
| 19 | 1956 | Julio Bolbochán Miguel Najdorf     |
| 20 | 1957 | Paul Keres                         |
| 21 | 1958 | Bent Larsen                        |
| 22 | 1959 | Luděk Pachman Miguel Najdorf       |
| 23 | 1960 | Borís Spasski Bobby Fischer        |
| 24 | 1961 | Miguel Najdorf                     |
| 25 | 1962 | Lev Polugaievski                   |
| 26 | 1965 | Miguel Najdorf                     |
| 27 | 1966 | Vassili Smislov                    |
| 28 | 1969 | Oscar Panno Miguel Najdorf         |
| 29 | 1971 | Lev Polugaievski                   |
| 30 | 1976 | Raúl Sanguinetti Victor Brond      |
| 31 | 1982 | Jan Timman                         |
| 32 | 1989 | Marcelo Tempone                    |
| 33 | 1990 | Marino Alejandro Cid               |
| 34 | 1997 | Fernando Braga                     |
| 35 | 2001 | Juan Facundo Pierrot Ruben Felgaer |

## Torneig d'escacs obert Mar del Plata
| #     | Any     | Guanyador                    |
| ----- | ------- | ---------------------------- |
| 1     | 1967    | Miguel Najdorf               |
| 2     | 1969    | René Letelier                |
| 3     | 1970    | Lothar Schmid                |
| 4     | 1971    | Raúl Ocampo                  |
| 5     | 1972    | Jorge Rubinetti              |
| 6     | 1973    | Lothar Schmid                |
| 7     | 1974    | Miguel Najdorf               |
| 8     | 1975    | Jaime Emma                   |
| 9     | 1976    | Aldo Seidler                 |
| 10    | 1977    | Ricardo Poleschi             |
| 11    | 1978    | Aldo Seidler                 |
| 12    | 1979    | Miguel Najdorf               |
| 13    | 1980    | Carlos Lago                  |
| 14    | 1983    | Luis Bronstein               |
| 15    | 1984    | Marcelo Tempone              |
| 16    | 1985    | Jorge Rubinetti              |
| 17    | 1986    | Oscar Panno                  |
| 18    | 1987    | Roberto Cifuentes            |
| 19    | 1988    | Oscar Panno                  |
| 20    | 1989    | Pablo Zarnicki               |
| 21    | 1990    | Roberto Cifuentes            |
| 22    | 1991    | Marcelo Tempone              |
| 23    | 1992    | Sergio Giardelli             |
| 24    | 1993    | Bent Larsen Julio Granda     |
| 25    | 1994    | Oscar Panno                  |
| 26    | 1995    | Sergio Slipak                |
| 27    | 1996    | Fabian Fiorito               |
| 28    | 1997    | Fernando Braga               |
| 29    | 1998    | Alfredo Giaccio              |
| 30[2] | 1999    | Sergio Slipak                |
| 31[3] | 2000    | Martín Labollita             |
| 32[4] | 2001    | Sergio Slipak                |
| 33[5] | 2002    | Fabián Fiorito               |
| 34[6] | 2003    | Suat Atalık                  |
| 35    | 2004    | Pablo Lafuente               |
| 36    | 2005    | José F. Cubas                |
| 37[7] | 2006    | Diego Flores                 |
| 38[8] | 2007    | Andrés Rodríguez             |
| 39    | 2008    | Salvador Alonso              |
| 40    | 2009    | Salvador Alonso              |
| 41    | 2010    | Diego Flores                 |
| 42    | 2011    | Diego Flores                 |
| 43    | 2012    | Sandro Mareco                |
| 44    | 2013    | Leandro Krysa                |
| 45    | 2014    | Sandro Mareco                |
| 46    | 2015    | Evandro Barbosa              |
| 47    | 2016    | Leandro Krysa                |
| 48    | 2017    | Axel Bachmann                |
| 49    | 2018    | Leandro Tristan              |
| 50    | 2019    | Diego Flores                 |
| 51    | 2022    | Andrés Rodríguez             |
| 52    | 2023[9] | Diego Valerga                |
| 53    | 2024    | Johan-Sebastian Christiansen |